# Свекловичная тля
Свеклови́чная тля, или бобовая тля (лат. Aphis fabae) — насекомое семейства настоящих тлей (Aphididae).

## Описание
Длина тела от 1,7 до 2,7 мм. Окраска тела от чёрного до тёмно-зелёного цвета. Усики и ноги светлые с чёрной вершиной.

## Распространение
Распространена во многих областях северного полушария с умеренным или тёплым климатом.

## Питание
Из культурных растений, кроме свёклы, может размножаться на конских бобах, сое, вике, подсолнечнике, конопле, фасоли, сафлоре и многих др. Из сорняков предпочитает марь, лебеду, щирицу, чертополох и некоторые др. При высокой плотности тлей на одном растении появляются крылатые самки, которые перелетают на другие растения. В году до 17 поколений. Осенью появляются крылатые самки и самцы. Самки появляются несколько раньше и перелетают на бересклет европейский и бородавчатый, калину, жасмин. Затем появляются бескрылые самки, которые спариваются с самцами и откладывают яйца. Здесь же яйца зимуют. Личинки отрождаются в апреле — мае и превращаются в бескрылых самок-основательниц, которые партеногенетически дают 2—4 поколения. При загрублении тканей бересклета и т. п. появляются крылатые особи, перелетающие на свёклу и др. травянистые растения и образующие на нижней стороне листьев и стеблях семенников больши́е колонии. Высасывая соки сельскохозяйственных растений, тля задерживает их рост и развитие и может вызывать гибель. При поражении семенников резко снижаются урожай и качество семян. Свекловичная тля — переносчик вирусных болезней свёклы.

## Меры борьбы
Уничтожение сорняков на плантациях и вокруг них, использование фосфорорганических инсектицидов.